# 眠狂四郎女地獄
《眠狂四郎女地獄》（日语：眠狂四郎女地獄）為1968年上映的時代劇，此為市川雷藏主演的《眠狂四郎系列》第十部。

## 演員
- 眠狂四郎：市川雷藏
- 成瀨辰馬：田村高廣
- 小夜姫：高田美和
- 阿園：水谷良重
- 盲眼女：しめぎしがこ
- 堀妥女正：小澤榮太郎
- 野宮甚内：伊藤雄之助
- 稻田外記：安部徹
- 杉江：三木本賀代
- 關口：草薙幸二郎
- 渡邊：北條壽太郎
- 田所源次郎：五味龍太郎

## 製作人員
- 企劃：奥田久司
- 導演：田中德三
- 原作：柴田鍊三郎（週刊「新潮」連載）
- 編劇：高岩肇
- 攝影：森田富士郎
- 美術：内藤昭
- 照明：中岡源權
- 錄音：海原幸夫
- 音樂：渡邊岳夫
- 副導演：勝呂敦彦

## 外部連結
- 眠狂四郎女地獄 （页面存档备份，存于）（日語）